# Stuorramauna
Stuorramauna är ett berg i Finland. Det ligger i Utsjoki kommun i landskapet Lappland, i den norra delen av landet, 1 100 km norr om huvudstaden Helsingfors. Toppen på Stuorramauna är 560 meter över havet. Stuorramauna ingår i Paistunturit.
Terrängen runt Stuorramauna är platt åt sydost, men åt nordväst är den kuperad.  Trakten runt Stuorramauna är nära nog obefolkad, med mindre än två invånare per kvadratkilometer. Omgivningarna runt Stuorramauna är i huvudsak ett öppet busklandskap.